# Malaysia Airlines Flight 370
Malaysia Airlines Flight 370 (MH370/MAS370), även kallad för China Southern Airlines Flight 748 (CZ748/CSN748) genom ett codeshare-avtal, var en reguljär flygning från Kuala Lumpur, Malaysia till Peking, Kina som försvann den 8 mars 2014.
Planet, en Boeing 777-200ER, försvann den 8 mars 2014. Ombord fanns totalt 227 passagerare från 15 olika länder samt tolv besättningsmän. Den sista kontakten med flygledningen ägde rum mindre än en timme efter start.
Flygningen var schemalagd att avgå klockan 00:35 lokal tid (UTC+8) från Kuala Lumpurs internationella flygplats och beräknad att landa vid Pekings internationella flygplats klockan 06:30 lokal tid (UTC+8). Flygningen avgick klockan 00:42, lokal tid.
En gemensam räddningsinsats genomfördes i ett 930 kvadratmil stort område i Malackasundet och Sydkinesiska havet av mer än tolv länder. Vietnam minskade sin insats den 11 mars, men sökområdet fortsatte att expandera och man började söka även på land. Den 12 mars började myndigheter också söka i Andamansjön, nordväst om Malackasundet. Senare koncentrerades sökandet till den sydöstra delen av Indiska oceanen.
Två passagerare som bordade flygplanet med hjälp av stulna pass väckte från början misstankar om en terroristaktion. Malaysiska polisen kunde identifiera både passagerarna, och sade att de sannolikt inte var terrorister.
Kommunikationen mellan officiella representanter för många organisationer och allmänheten om det saknade flygplanet har varit otydliga, ofullständiga och ibland felaktiga.
Den 12 mars citerade The Wall Street Journal källor inom den amerikanska regeringen och hävdade att motordata som automatiskt överförts av flygplanet indikerade att det förblev luftburet i totalt cirka fem timmar. Amerikanska utredare har sagt att de misstänker att flygplanet avsiktligt hade avletts ”med avsikt att använda det senare för ett annat ändamål”. Men den 13 mars avskrev den malaysiska transportministern dessa rapporter som felaktiga och uppgav att den senaste motordataöverföringen skedde klockan 01:07 MYT. Genom analyser av satellitkommunikationen mellan flygplanet och satellitföretaget Inmarsats landstation i Perth, Australien har man kunnat konstatera att flygplanet troligtvis var i luften i ytterligare sju timmar efter att det sist hördes av 01:07. Sista kommunikationen via satellit gjordes klockan 08:19 MYT (00:19 UTC), en timme och 50 minuter efter den tidpunkt då flygplanet skulle ha landat i Peking. När landstationen en timme senare, vid 09:15 MYT (01:15 UTC), försökte kontakta flygplanet fick man inget svar.
Olika teorier om vad som har hänt med flygplanet avlöser varandra. Totalt 26 länder deltog i sökinsatsen.  Flygplanet tros ha störtat i Indiska oceanen.
I juli 2015 hittades ilandflutna vrakdelar på ön Réunion som den 5 augusti konstaterades troligen härröra från planet.
Den 17 januari 2017 upphörde sökandet efter det försvunna flygplanet tills vidare.
En brittisk dokumentärserie, MH370: Flygplanet som försvann, som baseras på händelsen hade premiär på Netflix 8 mars 2023, det vill säga nio år efter försvinnandet.

## Passagerare och besättning

Start- och destinationsflygplatser för MH370 och sist kända position över Thailandviken.

Enligt Malaysia Airlines var de 227 passagerarna från minst 13 olika länder. Alla 12 i besättningen var från Malaysia. Pilot var den 53-årige malaysiske flygkapten Zaharie Ahmad Shah, med 18 365 flygtimmars erfarenhet. Han hade jobbat för Malaysia Airlines sedan 1981. Andrepilot var den 27-årige malaysiske piloten Fariq Ab Hamid, med 2 763 flygtimmars erfarenhet. Han blev anställd vid Malaysia Airlines 2007. Bland passagerarna fanns en grupp bestående av 19 kinesiska konstnärer, sex av deras familjemedlemmar och fyra medarbetare, som deltagit i en kalligrafikonstutställning i Kuala Lumpur. Ombord fanns även en grupp bestående av 20 anställda från Freescale Semiconductor; av dessa var tolv från Malaysia och åtta från Kina.
| Nationalitet              | Passagerare | Besättning |                                                     |
| ------------------------- | ----------- | ---------- | --------------------------------------------------- |
| Australien                | 6           | 0          |                                                     |
| Frankrike                 | 4           | 0          | Varav tre tonåringar                                |
| Hongkong                  | 1           | 0          |                                                     |
| Indien                    | 5           | 0          |                                                     |
| Indonesien                | 7           | 0          |                                                     |
| Iran                      | 2           | 0          | Två män varav en tonåring reste på stulen identitet |
| Kanada                    | 2           | 0          |                                                     |
| Kina                      | 152         | 0          | Varav två 2-åriga och ett 3-årigt barn              |
| Malaysia                  | 38          | 12         | Varav en tonåring                                   |
| Nederländerna             | 1           | 0          |                                                     |
| Nya Zeeland               | 2           | 0          |                                                     |
| Ryssland                  | 1           | 0          |                                                     |
| Taiwan                    | 1           | 0          |                                                     |
| Ukraina                   | 2           | 0          |                                                     |
| USA                       | 3           | 0          | Varav ett 4-årigt barn                              |
| Total (15 nationaliteter) | 227         | 12         |                                                     |

Två personer reste med stulna identiteter (pass) tillhörande italienaren Luigi Maraldi och österrikaren Christian Kozel; svensk polis utreder om en av de två, Delavar Seyed Mohammadreza, en 29-årig man från Iran, var på väg till Sverige för att söka asyl i Malmö. Han hade biljett till Köpenhamn och är anmäld saknad av släktingar i Sverige. Den andra var en 19-årig iranier, Pouria Nour Mohammad Mehrdad, som sannolikt tänkte söka asyl i Tyskland där hans mor redan bor. Han hade biljett till Frankfurt am Main. Passagerarnas pass blev inte kontrollerade mot Interpols databas över stulna och försvunna pass vid flygplatsen i Kuala Lumpur.
En kinesisk person vars passnummer finns på passagerarlistan var inte ombord, utan befann sig i hemlandet. Namnet på passagerarlistan överensstämmer inte med kinesens passnummer. Hans pass har inte stulits eller tappats bort, utan man antar att flygplatsen registrerat fel passnummer.